# Tamaz Gelasjvili

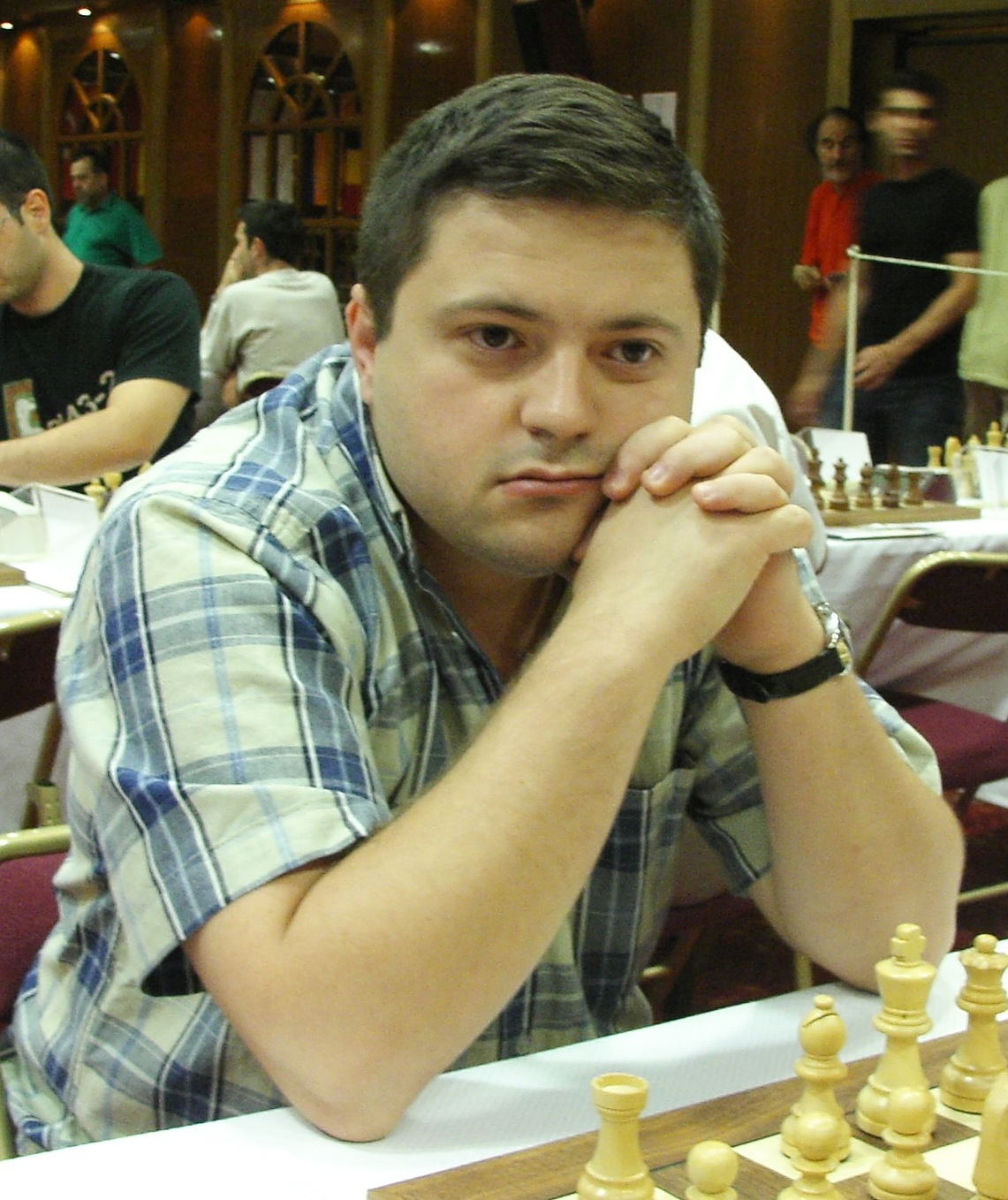
Tamaz Gelasjvili

Tamaz Gelasjvili (Georgisch: თამაზ გელაშვილი) (8 april 1978) is een schaker uit Georgië. Hij is sinds 1999 een grootmeester (GM).
- In 2001 werd hij gedeeld eerste met Yannick Pelletier, Mark Hebden en Vladimir Tukmakov in het 9e Neuchâtel Open.
- In 2006 won hij het Acropolis internationaal schaaktoernooi in  Athene.[1]
- In 2008 werd hij gedeeld 2e met Giorgi Bagaturov in het Gjoemri Internationaal toernooi[2]
- En in 2008 werd hij gedeeld eerste met Farid Abbasov, Aleksej Aleksandrov, Baadoer Dzjobava, Gadir Guseinov, Alexander Lastin, Vadim Milov en Nigel Short bij de President's Cup in Bakoe.[3]
- In 2011 won hij het vijfde jaarlijks gehouden Philadelphia Open toernooi.[4]

In oktober 2007 bereikte hij een Elo-rating van 2623. Binnen zijn land is hij nummer 4. In 1999 en in 2007 speelde hij voor zijn land op een Schaakolympiade. Sinds 2014 is hij een FIDE trainer. 
Hij staat bekend om het spelen van ongebruikelijke openingsvarinaten, zoals 2.b3 als reactie op de Siciliaanse verdediging, de Franse verdediging en de Caro-Kann verdediging.  